# 牛頓恆等式
数学中，牛頓恆等式（英語：Newton's identities）描述了冪和對稱多項式和初等對稱多項式此兩種对称多项式之間的關係。
牛顿在不知道阿爾伯特‧吉拉德先前的成果下，於約1666年發現這些恆等式。這些恆等式目前已被应用在许多數學领域，如伽罗瓦理论、不變量理論、群论、组合學，也被进一步应用於数学之外，如广义相对论。

## 数学陳述

### 對稱多項式
令 {\displaystyle x_{1},\cdots ,x_{n}}為變量，定義{\displaystyle k\geq 1}且 {\displaystyle p_{k}(x_{1},\cdots ,x_{n})}為{\displaystyle k}階 冪和:
{\displaystyle p_{k}(x_{1},\ldots ,x_{n})=\sum \nolimits _{i=1}^{n}x_{i}^{k}=x_{1}^{k}+\cdots +x_{n}^{k},}
對於{\displaystyle k\geq 0} 定義 {\displaystyle e_{k}(x_{1},\cdots ,x_{n})} 為 初等對稱多項式，所以
{\displaystyle {\begin{aligned}e_{0}(x_{1},\ldots ,x_{n})&=1,\\e_{1}(x_{1},\ldots ,x_{n})&=x_{1}+x_{2}+\cdots +x_{n},\\e_{2}(x_{1},\ldots ,x_{n})&=\textstyle \sum _{1\leq i<j\leq n}x_{i}x_{j},\\e_{n}(x_{1},\ldots ,x_{n})&=x_{1}x_{2}\cdots x_{n},\\e_{k}(x_{1},\ldots ,x_{n})&=0,\quad {\text{for}}\ k>n.\\\end{aligned}}}
那麼牛頓恆等式可以表示為 
{\displaystyle ke_{k}(x_{1},\ldots ,x_{n})=\sum _{i=1}^{k}(-1)^{i-1}e_{k-i}(x_{1},\ldots ,x_{n})p_{i}(x_{1},\ldots ,x_{n}),}
對於所有的{\displaystyle n\geq 1} 以及 {\displaystyle n\geq k\geq 1}.
另外對於所有{\displaystyle k>n\geq 1}.
{\displaystyle 0=\sum _{i=k-n}^{k}(-1)^{i-1}e_{k-i}(x_{1},\ldots ,x_{n})p_{i}(x_{1},\ldots ,x_{n}),}
我們可以帶入前幾個{\displaystyle k}得到前幾個式子
{\displaystyle {\begin{aligned}e_{1}(x_{1},\ldots ,x_{n})&=p_{1}(x_{1},\ldots ,x_{n}),\\2e_{2}(x_{1},\ldots ,x_{n})&=e_{1}(x_{1},\ldots ,x_{n})p_{1}(x_{1},\ldots ,x_{n})-p_{2}(x_{1},\ldots ,x_{n}),\\3e_{3}(x_{1},\ldots ,x_{n})&=e_{2}(x_{1},\ldots ,x_{n})p_{1}(x_{1},\ldots ,x_{n})-e_{1}(x_{1},\ldots ,x_{n})p_{2}(x_{1},\ldots ,x_{n})+p_{3}(x_{1},\ldots ,x_{n}).\\\end{aligned}}}
這些方程的形式和正確與否並不取決於變數的數量{\displaystyle n}，這使得可以在對稱函數環中將它們稱為恆等式。在這個環之中我們有
{\displaystyle {\begin{aligned}e_{1}&=p_{1},\\2e_{2}&=e_{1}p_{1}-p_{2}=p_{1}^{2}-p_{2},\\3e_{3}&=e_{2}p_{1}-e_{1}p_{2}+p_{3}={\tfrac {1}{2}}p_{1}^{3}-{\tfrac {3}{2}}p_{1}p_{2}+p_{3},\\4e_{4}&=e_{3}p_{1}-e_{2}p_{2}+e_{1}p_{3}-p_{4}={\tfrac {1}{6}}p_{1}^{4}-p_{1}^{2}p_{2}+{\tfrac {4}{3}}p_{1}p_{3}+{\tfrac {1}{2}}p_{2}^{2}-p_{4},\\\end{aligned}}}

在這裡，LHS永遠不會為零。這些等式允許以{\displaystyle p_{k}}遞歸地表示{\displaystyle e_{i}}
{\displaystyle {\begin{aligned}p_{1}&=e_{1},\\p_{2}&=e_{1}p_{1}-2e_{2}=e_{1}^{2}-2e_{2},\\p_{3}&=e_{1}p_{2}-e_{2}p_{1}+3e_{3}=e_{1}^{3}-3e_{1}e_{2}+3e_{3},\\p_{4}&=e_{1}p_{3}-e_{2}p_{2}+e_{3}p_{1}-4e_{4}=e_{1}^{4}-4e_{1}^{2}e_{2}+4e_{1}e_{3}+2e_{2}^{2}-4e_{4},\\&{}\ \ \vdots \end{aligned}}}
一般的，我們有
{\displaystyle p_{k}(x_{1},\ldots ,x_{n})=(-1)^{k-1}ke_{k}(x_{1},\ldots ,x_{n})+\sum _{i=1}^{k-1}(-1)^{k-1+i}e_{k-i}(x_{1},\ldots ,x_{n})p_{i}(x_{1},\ldots ,x_{n}),}
對於所有的 {\displaystyle n\geq 1} 以及 {\displaystyle n\geq k\geq 1}。
另外對於所有{\displaystyle k>n\geq 1}。
我們有
{\displaystyle p_{k}(x_{1},\ldots ,x_{n})=\sum _{i=k-n}^{k-1}(-1)^{k-1+i}e_{k-i}(x_{1},\ldots ,x_{n})p_{i}(x_{1},\ldots ,x_{n}),}

## 證明
設{\displaystyle f(x)=(x-x_{1})(x-x_{2})\cdots (x-x_{n})=x^{n}-\sigma _{1}x^{n-1}+\cdots +(-1)^{n}\sigma _{n}}.
當{\displaystyle k>n}時，我們要證明的式子是{\displaystyle s_{k}-\sigma _{1}s_{k-1}+\sigma _{2}s_{k-2}+\cdots +(-1)^{n}\sigma _{n}s_{k-n}=0;}
由{\displaystyle f(x)=x^{n}-\sigma _{1}x^{n-1}+\cdots +(-1)^{n}\sigma _{n}}，得{\displaystyle x^{k-n}f(x)=x^{k}-\sigma _{1}x^{k-1}+\cdots +(-1)^{n}\sigma _{n}x^{k-n}.}
由于{\displaystyle f(x_{i})=0(1\leq i\leq n)}，求和得到{\displaystyle \sum _{i=1}^{n}[x_{i}^{k}-\sigma _{1}x_{i}^{k-1}+\cdots +(-1)^{n}\sigma _{n}x_{i}^{k-n}]=0}，故{\displaystyle s_{k}-\sigma _{1}s_{k-1}+\cdots +(-1)^{n}\sigma _{n}s_{k-n}=0.}
當{\displaystyle 1\leq k\leq n}時，我們要證明的式子是{\displaystyle s_{k}-\sigma _{1}s_{k-1}+\cdots +(-1)^{k-1}\sigma _{k-1}s_{1}+(-1)^{k}k\sigma _{k}=0.}
註意到{\displaystyle f'(x)=f(x)\sum _{i=1}^{n}{\frac {1}{x-x_{i}}}=nx^{n-1}+\cdots +(-1)^{k}(n-k)\sigma _{k}x^{n-k-1}+\cdots }
展開為形式冪級數，得{\displaystyle f(x)\sum _{i=1}^{n}(x^{-1}+x_{i}x^{-2}+x_{i}^{2}x^{-3}+\cdots )=nx^{n-1}+\cdots +(-1)^{k}(n-k)\sigma _{k}x^{n-k-1}+\cdots }
即{\displaystyle (x^{n}-\sigma _{1}x^{n-1}+\cdots +(-1)^{n}\sigma _{n})(nx^{-1}+s_{1}x^{-2}+s_{2}x^{-3}+\cdots )=nx^{n-1}+\cdots +(-1)^{k}(n-k)\sigma _{k}x^{n-k-1}+\cdots }
對比兩邊的{\displaystyle x^{n-k-1}}項系數，有{\displaystyle (-1)^{k}\sigma _{k}\cdot n+(-1)^{k-1}\sigma _{k-1}s_{1}+(-1)^{k-2}\sigma _{k-2}s_{2}-\cdots -\sigma _{1}s_{k-1}+s_{k}=(-1)^{k}(n-k)\sigma _{k}}，即得.